# Игъл (самолетоносач, 1918)
Игъл (на английски: Eagle) е британски самолетоносач 14-ият кораб, носещ това име в състава на ВМФ на Великобритания. Изначално се строи като дреднаута „Алмиранте Кохрейн“ за Чили в отговор на плановете за разширяване на бразилския и аржентинския флотове. Във връзка с началото на Първата световна война кораба е закупен от Британското Адмиралтейство и е преустроен към края на войната в самолетоносач. Еднотипният „Алмиранте Латоре“ влиза в състава на КВМФВ като Корабът на Негово Величество „Канада“.
Потопен е при съпровождане на конвой за Малта на 11 август 1942 г. от немската подводна лодка U-73. Самолетоносачът потъва след попадения на четири торпеда 65 мили южно от остров Майорка в точката с координати 38°05′ с. ш. 3°02′ и. д. / 38.083333° с. ш. 3.033333° и. д.. Загиват 2 офицера и 261 матроса.
Лишеният от въздушно прикритие конвой е разгромен, освен самолетоносача са потопени 9 търговски съда, 2 леки крайцера и разрушител, оцеляват само 5 транспорта.